# Postmuseum (Stockholm)
Postmuseum er et museum, som siden 1906 har ligget i Kungliga posthuset på Lilla Nygatan 6 i Gamla stan i Stockholm. Museet drives af Posten AB.
Med sine omfattende posthistoriske og filatelistiske samlinger har Postmuseum i Stockholm været et af verdens fornemste postmuseer. I dag er museet mere en udstillingssal for Postens forretning og savner kulturhistorisk indretning. Frem til efteråret 2011 var det et riksmuseum som samlede, plejede og udstillede det svenske postvæsens historie. De i særklasse vigtigste frimærker på museet er de to Post Office-mærker, som blev doneret af storsamleren Hans Lagerlöf.
Museet ligger i et kulturhus med aner fra 1600-tallet. Det blev købt af det svenske postvæsen 1720 og husede frem til 1869 Stockholms eneste postkontor. Museet blev indviet 1906, og omfattede da kun nogle rum, men har i dag indtaget hele bygningen. Totalt rummer bygningen 3.300 kvadratmeter, hvor 2.300 kvadratmeter er tilgængelige for besøgende.